# بارك فيو رود
بارك فيو رود (بالإنجليزية: Park View Road)‏ هو ملعب كرة قدم في ويلينغ بإنجلترا. اُفتُتح عام 1925.